# Рідний край
Рідний край — песня на украинском языке. Музыка и слова песни написаны Николаем Мозговым. Эта песня стала дебютом сотрудничества Софии Ротару с новым композитором и автором, а также одним из популярнейших хитов певицы. Премьера песни состоялась 10 ноября 1979 года в концерте, посвящённом Дню советской милиции, в Колонном зале Дома Союзов. Песня быстро завоевала популярность. Лауреат Всесоюзного телевизионного фестиваля «Песня-80» и «Песня-81» (в составе попурри).